# سلطعون الصخر
سلطعون الصخر أو بوبار أو السلطعون البني (الاسم العلميCancer pagurus)، نوع من السلطعون. حيوان بحري من القشريات عشاريات الأرجل قصار الذيل المحرسمات. اعطانه معظم شطوط بحار العالم يعيش على الحشاف والصخور المطروقة غير المغمورة. جسمه شبه مربع الشكل، طوله نحو 16 سم. وعرضه نحو 20 سم. درعه قليل الاحديداب. يتميز بخطمه المحرسم وبملقطيه الضليعين. لحمه جيد الصنف مرغوب فيه.